# Listă de filme despre blesteme
Un blestem (numit, de asemenea, imprecație, maledicție, afurisenie sau anatemă) este o invocare a unei nenorociri sau a unui ghinion asupra unei alte entități: una sau mai multe persoane, un loc sau un obiect. În particular, „blestemul” se poate referi la o astfel de dorință prin invocarea unor puteri supranaturale sau spirituale, cum ar fi Dumnezeu sau zeii, un spirit sau o forță naturală, sau ca un fel de magie sau vrăjitorie. În multe sisteme religioase blestemul (sau ritualul însoțitor) este considerat a avea un efect asupra celui împotriva căruia este plasat. Inversarea sau înlăturarea unui blestem este numită uneori „rupere” și necesită adesea ritualuri elaborate sau rugăciuni.
Aceasta este o listă de filme de lungmetraj notabile despre blesteme:

## 0–9
| Titlu       | În română   | Regizor        | Premiera | Note  |
| ----------- | ----------- | -------------- | -------- | ----- |
| 2 wol 29 il | 2 wol 29 il | Jong-hoon Jung | 2006     | [ 6 ] |
|             |             |                |          |       |

## A
| Titlu                                | În română                  | Regizor                        | Premiera | Note                 |
| ------------------------------------ | -------------------------- | ------------------------------ | -------- | -------------------- |
| All Saints Eve                       |                            | Gerry Lively                   | 2015     | [ 7 ]                |
| Anastasia                            | Anastasia                  | Don Bluth și Gary Goldman      | 1997     | [ 8 ]                |
| And Now the Screaming Starts!        |                            | Roy Ward Baker                 | 1973     | [ 9 ]                |
| Anselmi - nuori ihmissusi            |                            | Matti Pekkanen                 | 2014     | [ 10 ] [ 11 ] [ 12 ] |
| The Anthem of the Heart              |                            | Tatsuyuki Nagai                | 2015     | [ 14 ]               |
| Antlers                              | Spirite întunecate         | Scott Cooper                   | 2021     | [ 15 ]               |
| Antrum: The Deadliest Film Ever Made | Antrum                     | David Amito și Michael Laicini | 2018     | [ 16 ] [ 17 ]        |
| Aquaman and the Lost Kingdom         | Aquaman și regatul pierdut | James Wan                      | 2023     | [ 18 ]               |
| Army of the Dead                     | Întoarcerea morților       | Joseph Conti                   | 2008     | [ 19 ]               |

## B
| Titlu                                 | În română                      | Regizor                   | Premiera | Note          |
| ------------------------------------- | ------------------------------ | ------------------------- | -------- | ------------- |
| Ballabhpurer Roopkotha (বল্লভপুরের রূপকথা) |                                | Anirban Bhattacharya      | 2022     | [ 20 ] [ 21 ] |
| El banquete                           | Banchetul                      | Michs Carbajal            | 2024     | [ 22 ] [ 23 ] |
| The Barn                              |                                | Justin M. Seaman          | 2016     | [ 24 ] [ 25 ] |
| Beastly                               | Bestial                        | Daniel Barnz              | 2011     | [ 26 ]        |
| Beauty and the Beast                  | Frumoasa și bestia             | Gary Trousdale, Kirk Wise | 1991     | [ 27 ]        |
| Beauty and the Beast                  | Frumoasa și bestia             | Bill Condon               | 2017     | [ 28 ]        |
| Bell Witch: The Movie                 |                                | Shane Marr                | 2007     | [ 29 ] [ 30 ] |
| Bhool Bhulaiyaa                       | Răzbunarea fantomei            | Priyadarshan              | 2007     | [ 31 ]        |
| Big Trouble in Little China           | Scandal în cartierul chinezesc | John Carpenter            | 1986     | [ 32 ]        |
| The Black Room                        |                                | Roy William Neill         | 1935     | [ 33 ]        |
| Blackbeard's Ghost                    | Fantoma lui Barbă Neagră       | Robert Stevenson          | 1968     | [ 34 ]        |
| Blast Vegas                           | Blestemul din Las Vegas        | Jack Perez                | 2013     | [ 35 ]        |
| Bride of the Gorilla                  |                                | Curt Siodmak              | 1951     | [ 36 ]        |
| Bunshinsaba                           | Ouija Board                    | Byeong-ki Ahn             | 2004     | [ 37 ] [ 38 ] |
| The Bye Bye Man                       | Bye Bye Man: Numele nerostit   | Stacy Title               | 2017     | [ 39 ]        |

## C
| Titlu                           | În română                    | Regizor                          | Premiera | Note                                                                                       |
| ------------------------------- | ---------------------------- | -------------------------------- | -------- | ------------------------------------------------------------------------------------------ |
| Carved: The Slit-Mouthed Woman  | Kuchisake-onna               | Koji Shiraishi                   | 2007     | [ 40 ]                                                                                     |
| Casting the Runes (Playhouse)   |                              | Lawrence Gordon Clark            | 1979     | Film ITV bazat pe povestiri de M. R. James                                                 |
| Chamatkar                       |                              | Rajiv Mehra                      | 1992     | [ 43 ]                                                                                     |
| Christine                       | Christine - Mașina ucigașă   | John Carpenter                   | 1983     | După roman omonim de Stephen King.                                                         |
| Clown                           |                              | Jon Watts                        | 2014     | [ 45 ]                                                                                     |
| The Conjuring                   | Trăind printre demoni        |                                  | 2013     | Urmat de Trăind printre demoni 2 (2016) și Trăind printre demoni: E mâna diavolului (2021) |
| CrossBones                      |                              | Daniel Zirilli                   | 2005     | [ 49 ]                                                                                     |
| Curse III: Blood Sacrifice      |                              | Sean Barton                      | 1991     | [ 50 ]                                                                                     |
| The Curse of Bridge Hollow      | Blestemul din Bridge Hollow  | Jeff Wadlow                      | 2022     | [ 51 ] [ 52 ]                                                                              |
| The Curse of the Moon Child     |                              | Mahfuzah Issy                    | 1972     | [ 53 ] [ 54 ]                                                                              |
| Curse of Simba                  |                              | Lindsay Shonteff                 | 1965     | [ 56 ] [ 57 ]                                                                              |
| The Curse of Sleeping Beauty    | Blestemul frumoasei adormite | Pearry Reginald Teo              | 2016     | [ 58 ]                                                                                     |
| Curse of the Black Widow        |                              | Dan Curtis                       | 1977     | [ 59 ]                                                                                     |
| Curse of the Blood 怪談残酷物語 | Kaidan Zankoku Monogatari    | Kazuo Hase                       | 1968     | [ 60 ] [ 61 ]                                                                              |
| The Curse of the Cat People     |                              | Gunther von Fritsch, Robert Wise | 1944     | [ 62 ]                                                                                     |
| The Curse of the Doll People    | Muñecos infernales           | Benito Alazraki                  | 1961     | [ 64 ] [ 65 ]                                                                              |
| The Curse of the Mummy's Tomb   |                              | Michael Carreras                 | 1964     | [ 66 ]                                                                                     |
| Curse of the Undead             |                              | Michael Pate, Kathleen Crowley   | 1959     | [ 67 ]                                                                                     |
| The Curse of the Werewolf       |                              | Terence Fisher                   | 1961     | [ 68 ]                                                                                     |
| Curse of the Witching Tree      |                              | James Crow                       | 2015     | [ 69 ]                                                                                     |
| Cursed                          | Blestemat                    | Wes Craven                       | 2005     |                                                                                            |
| The Cursed                      | Blestemul argintului         | Sean Ellis                       | 2021     | [ 71 ] [ 72 ]                                                                              |
|                                 |                              |                                  |          |                                                                                            |

## D
| Titlu                               | În română                                 | Regizor              | Premiera | Note          |
| ----------------------------------- | ----------------------------------------- | -------------------- | -------- | ------------- |
| Dabbe: Cin Çarpması                 | Dabbe: Blestemul djinnului                | Hasan Karacadağ      | 2013     | [ 73 ]        |
| Dark August                         | August întunecat                          | Martin Goldman       | 1976     | [ 74 ]        |
| Dark Shadows                        | Umbre întunecate                          | Tim Burton           | 2012     |               |
| Dark Water (仄暗い水の底から)       | Apă întunecată                            | Hideo Nakata         | 2002     | [ 75 ]        |
| Darkness                            | Întunericul                               | Jaume Balagueró      | 2002     | [ 76 ]        |
| Darkness Falls                      |                                           | Jonathan Liebesman   | 2003     | [ 77 ] [ 78 ] |
| Il demonio                          |                                           | Brunello Rondi       | 1963     | [ 79 ]        |
| Densen Uta (伝染歌)                 |                                           | Masato Harada        | 2007     | [ 80 ]        |
| Descendants 3                       | Descendenții 3                            | Kenny Ortega         | 2019     |               |
| Devil in My Ride                    |                                           | Gary Michael Schultz | 2013     | [ 81 ]        |
| The Devil's Nightmare               | [ 82 ]                                    | Jean Brismée         | 1971     | [ 83 ]        |
| The Devil's Rain                    |                                           | Robert Fuest         | 1975     | [ 84 ]        |
| The Devonsville Terror              |                                           | Ulli Lommel          | 1983     | [ 85 ]        |
| Desaparecer por completo            |                                           | Luis Javier Henaine  | 2022     |               |
| Don't Go Near the Park              |                                           | Lawrence D. Foldes   | 1979     |               |
| Double, Double, Toil and Trouble    | Gemenele                                  | Stuart Margolin      | 1993     | [ 86 ]        |
| Dracula in the Provinces            | [ 87 ]                                    | Lucio Fulci          | 1975     | [ 88 ]        |
| Drag Me to Hell                     | Târâtă în iad                             | Sam Raimi            | 2009     |               |
| Dragonheart 3: The Sorcerer's Curse | Inimă de dragon 3: Blestemul vrăjitorului | Colin Teague         | 2015     | [ 89 ]        |
|                                     |                                           |                      |          |               |

## E
| Titlu                                   | În română           | Regizor            | Premiera | Note          |
| --------------------------------------- | ------------------- | ------------------ | -------- | ------------- |
| Ella Enchanted                          | Ella Fermecată      | Tommy O'Haver      | 2004     | [ 90 ] [ 91 ] |
| Endless Night                           |                     | Sidney Gilliat     | 1972     | [ 92 ]        |
| La Entidad                              | Entitatea           | Eduardo Schuldt    | 2015     | [ 93 ] [ 94 ] |
| Ernest Scared Stupid                    |                     | John R. Cherry III | 1991     | [ 95 ]        |
| The Eternal Evil of Asia (南洋十大邪術) | [ 96 ]              | Man Kei Chin       | 1995     | [ 97 ]        |
| The Exorcism                            | Exorcism: Mântuirea | Joshua John Miller | 2024     | [ 98 ]        |
|                                         |                     |                    |          |               |

## F
| Titlu                                       | În română                                    | Regizor                  | Premiera | Note            |
| ------------------------------------------- | -------------------------------------------- | ------------------------ | -------- | --------------- |
| Fantastic Beasts and Where to Find Them     | Animale fantastice și unde le poți găsi      | David Yates              | 2016     | [ 99 ]          |
| Fantastic Beasts: The Crimes of Grindelwald | Animale fantastice: Crimele lui Grindelwald  | David Yates              | 2018     | [ 100 ]         |
| Fantastic Beasts: The Secrets of Dumbledore | Animale fantastice: Secretele lui Dumbledore | David Yates              | 2022     | [ 101 ]         |
| Far North                                   | Nordul îndepărtat                            | Asif Kapadia             | 2007     | [ 102 ] [ 103 ] |
| Fear Street Part One: 1994                  | Străzile groazei - Partea 1: 1994            | Leigh Janiak             | 2021     | [ 104 ]         |
| Fear Street Part Three: 1666                | Străzile groazei - Partea 3: 1666            | Leigh Janiak             | 2021     |                 |
| Fear Street Part Two: 1978                  | Străzile groazei - Partea 2: 1978            | Leigh Janiak             | 2021     |                 |
| The Four Skulls of Jonathan Drake           |                                              | Edward L. Cahn           | 1959     | [ 105 ]         |
| Frozen                                      | Regatul de gheață                            | Chris Buck, Jennifer Lee | 2013     |                 |
| Fury of the Demon                           | Furia demonului                              | Fabien Delage            | 2016     | [ 106 ] [ 107 ] |

## G
| Titlu            | În română                     | Regizor           | Premiera | Note                            |
| ---------------- | ----------------------------- | ----------------- | -------- | ------------------------------- |
| Ghost Fever      |                               | Alan Smithee      | 1987     | [ 108 ]                         |
| Ghosts of War    |                               | Eric Bress        | 2020     | [ 109 ] [ 110 ] [ 111 ] [ 112 ] |
| Good Luck Chuck  | Charlie Talisman              | Mark Helfrich     | 2007     | [ 113 ] [ 114 ]                 |
| Grave Robbers    | Ladrones de tumbas            | Rubén Galindo Jr. | 1990     | [ 115 ]                         |
| The Gravedancers |                               | Mike Mendez       | 2006     | [ 116 ]                         |
| The Grudge       | Blestemul                     | Takashi Shimizu   | 2004     | [ 117 ]                         |
| The Grudge       | Blestemul                     | Nicolas Pesce     | 2019     | [ 118 ]                         |
| The Grudge 2     | The Grudge 2: Capcana         | Takashi Shimizu   | 2006     | [ 119 ]                         |
| The Grudge 3     | Blestemul 3: Cheia misterului | Toby Wilkins      | 2009     | [ 120 ]                         |
| Gul-E-Bakawali   | Florile de Bakawali           | D. M. Pancholi    | 1939     | [ 121 ] [ 122 ]                 |
|                  |                               |                   |          |                                 |

## H

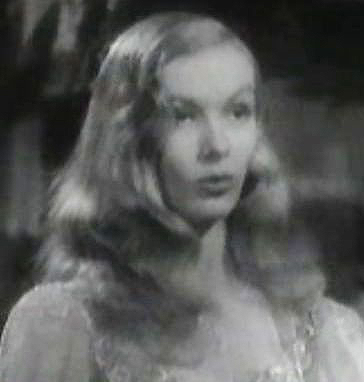
Veronica Lake în Nevasta-mea vrăjitoarea.

| Titlu                                         | În română                                     | Regizor           | Premiera | Note    |
| --------------------------------------------- | --------------------------------------------- | ----------------- | -------- | ------- |
| Harry Potter and the Philosopher's Stone      | Harry Potter și Piatra Filozofală             | Chris Columbus    | 2001     | [ 123 ] |
| Harry Potter and the Chamber of Secrets       | Harry Potter și Camera Secretelor             | Chris Columbus    | 2002     | [ 124 ] |
| Harry Potter and the Prisoner of Azkaban      | Harry Potter și Prizonierul din Azkaban       | Alfonso Cuarón    | 2004     | [ 125 ] |
| Harry Potter and the Goblet of Fire           | Harry Potter și Pocalul de Foc                | Mike Newell       | 2005     | [ 126 ] |
| Harry Potter and the Order of the Phoenix     | Harry Potter și Ordinul Phoenix               | David Yates       | 2007     | [ 127 ] |
| Harry Potter and the Half-Blood Prince        | Harry Potter și Prințul Semipur               | David Yates       | 2009     | [ 128 ] |
| Harry Potter and the Deathly Hallows – Part 1 | Harry Potter și Talismanele Morții. Partea 1  | David Yates       | 2010     | [ 129 ] |
| Harry Potter and the Deathly Hallows – Part 2 | Harry Potter si Talismanele Morții. Partea II | David Yates       | 2011     | [ 130 ] |
| Halloween: The Curse of Michael Myers         |                                               | Joe Chappelle     | 1995     | [ 131 ] |
| Haunted                                       |                                               | Michael DeGaetano | 1977     | [ 132 ] |
| The Haunted Mansion                           |                                               | Rob Minkoff       | 2003     | [ 133 ] |
| He's a Dragon (Он – дракон)                   |                                               | Indar Dzhendubaev | 2015     |         |
| Hex                                           |                                               | Leo Garen         | 1973     | [ 134 ] |
| Hocus Pocus                                   |                                               | Kenny Ortega      | 1993     |         |
| Hocus Pocus 2                                 |                                               | Anne Fletcher     | 2022     |         |
| Holes                                         |                                               | Andrew Davis      | 2003     |         |
| Hollow                                        |                                               | Michael Axelgaard | 2011     |         |
| Howl's Moving Castle                          | Castelul umblător al lui Howl                 | Hayao Miyazaki    | 2004     |         |
|                                               |                                               |                   |          |         |

## I
| Titlu                   | În română               | Regizor               | Premiera | Note            |
| ----------------------- | ----------------------- | --------------------- | -------- | --------------- |
| I Don't Want to Be Born |                         | Peter Sasdy           | 1975     | [ 136 ] [ 137 ] |
| I Married a Witch       | Nevasta-mea vrăjitoarea | René Clair            | 1942     | [ 138 ] [ 139 ] |
| Inland Empire           | Imperiul minții         | David Lynch           | 2006     | [ 140 ]         |
| Into the Woods          | În inima pădurii        | Rob Marshall          | 2014     |                 |
| It Follows              | Pe urmele tale          | David Robert Mitchell | 2014     |                 |

## J
| Titlu                            | În română           | Regizor            | Premiera | Note                    |
| -------------------------------- | ------------------- | ------------------ | -------- | ----------------------- |
| Ju-On: The Curse (呪怨)          | Ju-On               | Takashi Shimizu    | 2000     | [ 141 ] [ 142 ]         |
| Ju-On: The Curse 2 (呪怨)        | Ju-On 2             | Takashi Shimizu    | 2000     | [ 143 ]                 |
| Ju-On: The Grudge                | Ju-On               | Takashi Shimizu    | 2002     | [ 144 ] [ 145 ]         |
| Ju-On: The Grudge 2              | Ju-On 2             | Takashi Shimizu    | 2003     | [ 146 ]                 |
| Jinxed                           |                     | Stephen Herek      | 2013     | [ 147 ]                 |
| Johnny Frank Garrett's Last Word |                     | Simon Rumley       | 2016     | [ 148 ]                 |
| Ju-On: The Beginning of the End  |                     | Masayuki Ochiai    | 2014     | [ 150 ]                 |
| Ju-On: Black Ghost               |                     | Mari Asato         | 2009     | [ 152 ]                 |
| Ju-On: The Final Curse           |                     | Masayuki Ochiai    | 2015     |                         |
| Ju-On: White Ghost               |                     | Ryuta Miyake       | 2009     |                         |
| Jujutsu Kaisen 0                 |                     | Sunghoo Park       | 2021     | [ 155 ]                 |
| Jungle Cruise                    | Croazieră în junglă | Jaume Collet-Serra | 2021     | [ 156 ]                 |
| Junoon                           |                     | Mahesh Bhatt       | 1992     | [ 157 ] [ 158 ] [ 159 ] |

## K
| Titlu                        | În română               | Regizor          | Premiera | Note    |
| ---------------------------- | ----------------------- | ---------------- | -------- | ------- |
| Kaidan                       |                         | Hideo Nakata     | 2007     | [ 161 ] |
| Kalki 2898 AD                |                         | Nag Ashwin       | 2024     | [ 162 ] |
| The Killing of a Sacred Deer | Uciderea cerbului sacru | Yorgos Lanthimos | 2017     | [ 163 ] |
| The Kiss                     |                         | Pen Densham      | 1988     | [ 164 ] |

## L
| Titlu                                             | În română                          | Regizor             | Premiera | Note |
| ------------------------------------------------- | ---------------------------------- | ------------------- | -------- | ---- |
| The Last Witch Hunter                             | Ultimul vânător de vrăjitoare      | Breck Eisner        | 2015     |      |
| The Lighthouse                                    |                                    | Robert Eggers       | 2019     |      |
| The Lord of the Rings: The Fellowship of the Ring | Stăpânul Inelelor: Frăția Inelului | Peter Jackson       | 2001     |      |
| The Lords of Salem                                |                                    | Rob Zombie          | 2012     |      |
| Lucky                                             |                                    | Casey Burke Leonard | 2019     | TV   |

## M
| Titlu                      | În română             | Regizor                                          | Premiera | Note    |
| -------------------------- | --------------------- | ------------------------------------------------ | -------- | ------- |
| Madres                     |                       | Ryan Zaragoza                                    | 2021     |         |
| Maleficent                 | Maleficent            | Robert Stromberg                                 | 2014     | [ 167 ] |
| Manichitrathazhu           |                       | Fazil                                            | 1993     | [ 168 ] |
| Mannequin                  | Manechinul            | Michael Gottlieb                                 | 1987     | [ 169 ] |
| Mannequin Two: On the Move |                       | Stewart Raffill                                  | 1991     | [ 170 ] |
| Metamorphosis              |                       | Kim Hong-seon                                    | 2019     |         |
| The Midnight Hour          |                       | Jack Bender                                      | 1985     | TV      |
| Mirrors                    | Oglinzi malefice      | Alexandre Aja                                    | 2008     |         |
| Moana 2                    | Vaiana 2              | David Derrick Jr., Jason Hand, Dana Ledoux Mille | 2024     | [ 173 ] |
| The Monkey                 | The Monkey: Blestemul | Oz Perkins                                       | 2025     | [ 174 ] |
| The Mummy                  |                       | Karl Freund                                      | 1932     |         |
| The Mummy Theme Park       |                       | Alvaro Passeri                                   | 2000     |         |
| The Mummy                  |                       | Terence Fisher                                   | 1959     |         |
| My Demon Lover             |                       | Charlie Loventhal                                | 1987     | [ 175 ] |

## N
| Titlu                     | În română               | Regizor                 | Premiera | Note            |
| ------------------------- | ----------------------- | ----------------------- | -------- | --------------- |
| Nahuel and the Magic Book | Nahuel și Cartea Magică | Germán Acuña Delgadillo | 2020     | [ 177 ] [ 178 ] |
| Night of the Demon        | Noaptea demonului       | Jacques Tourneur        | 1957     | [ 180 ] [ 181 ] |
| A Night to Dismember      |                         | Doris Wishman           | 1983     | [ 182 ] [ 183 ] |
| Nokturno                  |                         | Mikhail Red             | 2024     | [ 184 ]         |
| The Nutcracker Prince     |                         | Paul Schibli            | 1990     | [ 185 ] [ 186 ] |

## O
| Titlu                     | În română                                     | Regizor             | Premiera | Note            |
| ------------------------- | --------------------------------------------- | ------------------- | -------- | --------------- |
| Oculus                    |                                               | Mike Flanagan       | 2013     | [ 187 ] [ 188 ] |
| Oedipus Rex               |                                               | Pier Paolo Pasolini | 1967     | [ 189 ]         |
| One Missed Call           |                                               | Takashi Miike       | 2003     | [ 191 ]         |
| One Missed Call 2         |                                               | Renpei Tsukamoto    | 2005     | [ 193 ]         |
| One Missed Call: Final    |                                               | Manabu Asou         | 2006     | [ 195 ]         |
| Open Season: Scared Silly | Năzdrăvanii din pădure. Speriosul sperioșilor | David Feiss         | 2015     | [ 196 ]         |
| Ouija: Origin of Evil     | Ouija                                         | Mike Flanagan       | 2016     | [ 197 ] [ 198 ] |

## P
| Titlu                                                  | În română                                   | Regizor                   | Premiera | Note    |
| ------------------------------------------------------ | ------------------------------------------- | ------------------------- | -------- | ------- |
| Paganini Horror                                        |                                             | Luigi Cozzi               | 1989     |         |
| Patayin sa Sindak si Barbara                           |                                             | Chito S. Roño             | 1995     |         |
| Penelope                                               |                                             | Mark Palansky             | 2006     |         |
| Pharaoh's Curse                                        |                                             | Richard H. Landau         | 1957     | [ 199 ] |
| Pirates of the Caribbean: The Curse of the Black Pearl | Pirații din Caraibe: Blestemul Perlei Negre | Gore Verbinski            | 2003     |         |
| Practical Magic                                        | Ce vrăji mai fac fetele                     | Griffin Dunne             | 1998     |         |
| The Princess and the Frog                              | Prințesa și Broscoiul                       | John Musker, Ron Clements | 2009     |         |
| Princess Arete                                         | Arîte Hime                                  | Sunao Katabuchi           | 2001     | [ 201 ] |
| Princess Mononoke                                      | Prințesa Mononoke                           | Hayao Miyazaki            | 1997     |         |
| Purana Mandir                                          |                                             | Ramsay Brothers           | 1984     |         |

## R
| Titlu                                     | În română     | Regizor             | Premiera | Note                                                                                               |
| ----------------------------------------- | ------------- | ------------------- | -------- | -------------------------------------------------------------------------------------------------- |
| Ringu リング                              | Avertizarea   | Chisui Takigawa     | 1995     | film TV                                                                                            |
| The Ring                                  | Avertizarea   | Hideo Nakata        | 1998     | [ 204 ]                                                                                            |
| Ring 2                                    | Avertizarea 2 | Hideo Nakata        | 1999     | [ 205 ]                                                                                            |
| The Ring                                  | Avertizarea   | Gore Verbinski      | 2002     | Remake al filmului lui Hideo Nakata din 1998 Avertizarea, bazat pe romanul din 1991 de Koji Suzuki |
| The Ring Two                              | Avertizarea 2 | Hideo Nakata        | 2005     | [ 205 ]                                                                                            |
| Rings                                     | Avertizarea 3 | F. Javier Gutiérrez | 2017     | [ 206 ]                                                                                            |
| Ragini MMS 2                              |               | Bhushan Patel       | 2014     | [ 207 ]                                                                                            |
| Remington and the Curse of the Zombadings |               | Jade Castro         | 2011     | [ 209 ] [ 210 ]                                                                                    |
| El Retorno de Walpurgis                   |               | Carlos Aured        | 1973     | [ 211 ] [ 212 ]                                                                                    |
| Rockula                                   |               | Luca Bercovici      | 1990     | [ 213 ]                                                                                            |
| Room 203                                  |               | Ben Jagger          | 2022     | |

## S
| Titlu                                                              | În română                   | Regizor                                     | Premiera | Note                                                |
| ------------------------------------------------------------------ | --------------------------- | ------------------------------------------- | -------- | --------------------------------------------------- |
| Sadako bāsasu Kayako (貞子 vs 伽椰子)                              | Sadako vs. Kayako           | Kōji Shiraishi                              | 2016     | Crossover între seriile Ju-on și Ring (Avertizarea) |
| Smile                                                              | Zâmbește                    | Parker Finn                                 | 2022     | [ 216 ]                                             |
| Smile 2                                                            | Zâmbește 2                  | Parker Finn                                 | 2024     | [ 217 ]                                             |
| Sadako                                                             | Sadako 3D                   | Hideo Nakata                                | 2012     | [ 218 ]                                             |
| Sadako DX                                                          | Sadako 2 3D                 | Hisashi Kimura                              | 2013     | [ 219 ]                                             |
| Satan's Cheerleaders                                               |                             | Greydon Clark                               | 1977     |                                                     |
| Saturday the 14th                                                  |                             | Howard R. Cohen                             | 1981     |                                                     |
| Scooby-Doo on Zombie Island                                        | Scooby-Doo pe Insula Zombie | Jim Stenstrum                               | 1998     |                                                     |
| Season of the Witch                                                | Anotimpul vrăjitoarei       | Dominic Sena                                | 2011     |                                                     |
| The Secret of the Blue Room                                        |                             | Kurt Neumann                                | 1933     |                                                     |
| Shaapit                                                            |                             | Vikram Bhatt                                | 2010     |                                                     |
| The Shadow of the Desert                                           |                             | George Archainbaud                          | 1924     |                                                     |
| Shrek                                                              |                             | Andrew Adamson                              | 2001     |                                                     |
| Shrek 2                                                            |                             | Andrew Adamson                              | 2004     |                                                     |
| Silent Night, Deadly Night 4: Initiation                           |                             | Brian Yuzna                                 | 1990     | [ 220 ]                                             |
| The Sleep Curse                                                    |                             | Herman Yau                                  | 2017     | [ 221 ]                                             |
| Sleeping Beauty                                                    | Frumoasa adormită           | Wolfgang Reitherman, Eric Larson, Les Clark | 1959     |                                                     |
| Sleeping Beauty                                                    | Frumoasa adormită           | David Irving                                | 1987     |                                                     |
| Someone Behind You                                                 |                             | Oh Ki-hwan                                  | 2007     | [ 223 ] [ 224 ]                                     |
| Spectre                                                            |                             | Scott Levy                                  | 1996     | [ 225 ] [ 226 ] [ 227 ] [ 228 ]                     |
| Spirited Away                                                      | Călătoria lui Chihiro       | Hayao Miyazaki                              | 2001     | [ 230 ]                                             |
| Stigma                                                             |                             | Lawrence Gordon Clark                       | 1977     | short film                                          |
| Straight Outta Nowhere: Scooby-Doo! Meets Courage the Cowardly Dog |                             | Cecilia Aranovich Hamilton                  | 2021     | [ 234 ] [ 235 ]                                     |

## T
| Titlu                                | În română            | Regizor                     | Premiera | Note                    |
| ------------------------------------ | -------------------- | --------------------------- | -------- | ----------------------- |
| Tarot                                | Tarot                | Spenser Cohen, Anna Halberg | 2024     | [ 236 ]                 |
| Terror                               |                      | Norman J. Warren            | 1978     |                         |
| There Will Be Blood                  | Va curge sânge       | Paul Thomas Anderson        | 2007     |                         |
| Thinner                              | Te blestem!          | Tom Holland                 | 1996     |                         |
| Tom Thumb and Little Red Riding Hood |                      | Roberto Rodríguez           | 1962     | [ 238 ] [ 239 ] [ 240 ] |
| Tower of Terror                      |                      | D. J. MacHale               | 1997     | film TV                 |
| Truth or Dare                        | Adevăr sau provocare | Jeff Wadlow                 | 2018     | [ 243 ]                 |
| Tumbbad                              |                      | Rahi Barve⁠(mr)[traduceți]   | 2018     | [ 244 ] [ 245 ]         |
| Turning Red                          | Roșu aprins          | Domee Shi                   | 2022     | [ 246 ]                 |

## U
| Titlu                      | În română                 | Regizor          | Premiera | Note    |
| -------------------------- | ------------------------- | ---------------- | -------- | ------- |
| Undead or Alive: A Zombedy | Zombii în Vestul Sălbatic | Glasgow Phillips | 2007     | [ 247 ] |
| The Undying Monster        |                           | John Brahm       | 1942     |         |

## W
| Titlu                                          | În română                              | Regizor              | Premiera | Note                    |
| ---------------------------------------------- | -------------------------------------- | -------------------- | -------- | ----------------------- |
| The Wailing                                    | Satul blestemat                        | Na Hong-jin          | 2016     | [ 251 ] [ 252 ] [ 253 ] |
| Wallace & Gromit: The Curse of the Were-Rabbit | Wallace și Gromit: Blestemul iepurelui | Nick Park, Steve Box | 2005     |                         |
| Werewolves on Wheels                           |                                        | Michel Levesque      | 1971     |                         |
| The Witch's Curse                              |                                        | Riccardo Freda       | 1962     | [ 255 ] [ 256 ]         |
| The Witches                                    | Vrăjitoarele                           | Nicolas Roeg         | 1990     | [ 257 ]                 |
| The Witches                                    | Vrăjitoarele                           | Robert Zemeckis      | 2020     | [ 259 ]                 |
| Wolf Man                                       | Omul-lup                               | Leigh Whannell       | 2025     |                         |

## Z
| Titlu     | În română | Regizor        | Premiera | Note |
| --------- | --------- | -------------- | -------- | ---- |
| Zapatlela |           | Mahesh Kothare | 1993     |      |